# Scrappy-Doo
 (mai 2011).
Si vous disposez d'ouvrages ou d'articles de référence ou si vous connaissez des sites web de qualité traitant du thème abordé ici, merci de compléter l'article en donnant les références utiles à sa vérifiabilité et en les liant à la section « Notes et références ».
Scrappy Cornelius-Doo est le neveu de Scooby-Doo, et il est le fils de Ruby-Doo (la sœur de Scooby). Il apparaît pour la première fois dans la série qui porte son nom : Scooby-Doo et Scrappy-Doo. Scrappy Doo est un jeune chiot nerveux, courageux et bagarreur contrairement à son oncle Scooby-Doo qui est peureux et froussard.
Dans le film, il est le méchant car il souhaite avoir tous les pouvoirs en « gobant » l'esprit des autres, surtout celui de son oncle, depuis Scrappy n'est plus jamais réapparu dans la série Scooby-Doo.
Apparitions :
- Saison 13 de la série Supernatural intitulé Scoobynatural, mélange entre l'univers des deux séries, où il fait une apparition furtive.